# Villa Udaondo
Villa Gobernador Udaondo es una localidad conurbana, del partido de Ituzaingó, en la provincia de Buenos Aires, Argentina.
Del lado norte del Acceso Oeste se ha desarrollado en las últimas décadas la localidad de Villa Udaondo, reconocida desde 1940.
A partir del día 26 de junio de 2024, el Concejo Deliberante de Ituzaingó, denomino a Villa Gobernador Udaondo como “El Jardín de la Música”. Esto fue producto de una investigación realizada por el grupo de historia “Villa Udaondo, su historia contada por su gente”, quienes en su página de Facebook han detallado los hechos musicales y personalidades de la música que por dicha localidad vivieron y transitaron.

## Toponimia
Su nombre es un homenaje al gobernador de la provincia de Buenos Aires, Guillermo Udaondo.

## Geografía

### Población
Según el anterior censo, contaba con 31,490 habitantes (Indec, 2001), siendo la 3° localidad más poblada del partido. Esta cifra incluye el barrio de Parque Leloir.

## Parroquias de la Iglesia católica en Villa Udaondo
| Diócesis   | Morón |
| ---------- | --- |
| Parroquias | Nuestra Señora de Lourdes, Santa Cecilia, Nuestra Señora del Carmen, San Vicente de Paul y Jesús del Gran Poder. |